# Sinoboletus guizhouensis
Sinoboletus guizhouensis är en svampart som beskrevs av M. Zang & X.L. Wu 1995. Sinoboletus guizhouensis ingår i släktet Sinoboletus och familjen Boletaceae.   Inga underarter finns listade i Catalogue of Life.